# Змијуљице
Змијуљице, вијуни или пакларе (Petromyzontidae) су кичмењаци без вилица који у највећем броју живе у морима, мада има и слатководних врста. Воде полупаразитски начин живота на рибама, а могу се хранити и ситним бескичмењацима (црвима, пужевима). Познате су по томе што имају највећи број хромозома (164–174) међу кичмењацима.

## Опште карактеристике
Развиће је индиректно, преко ларве амоцетес (ammocoetes) која живи дуго (до 7 година), а њен прображај се дешава најчешће у четвртој години живота, пред наступање полне зрелости. Одрасле јединке, које живе у мору, одлазе у слатке воде на мрешћење (анадромне врсте). Из оплођених јаја развијају се ларве које живе дуго делимично заривене у муљу, а затим мигрирају у мора где метаморфозирају у одрасле јединке. Слатководне врсте у доба мреста мигрирају у горње токове река. Одрасле јединке око усног отвора имају пијавку којом се причвршћују за кожу риба, а рожним зубићима на језику пробијају кожу. У пљувачци садрже антикоагулантне материје које омогућавају сисање крви домаћина.
Распрострањене су углавном на северној полулопти, док се на јужној налазе само у одређеним областима Аустралије, Новог Зеланда и Јужне Америке. У последње време им је број знатно смањен због масовног ловљења из река. Користе се за људску исхрану. Познато је да су се енглески краљеви Џон и Хенри I у неизмерним количинама хранили змијуљицама и да је чак краљ Џон умро од тровања овим животињама.

## Познате врсте
- Речна змијуљица је најраспрострањенија врста у Европи. Живи у великим рекама и морима поред обале, а има је и у рекама Србије. Достиже дужину од око 0,5 m.
- Поточна змијуљица (лат. Lamperta planeri) је ситнија у односу на речну, дужине до 30 .
- Морска змијуљица је најкрупнија врста, достиже дужину и до 1 m.